# Soe Nsuki
Suzanna (Soe) Nsuki (Kalmthout, 1988) is een Belgische B-girl (breakdancer), dj, auteur, presentatrice en stand-upcomédienne.

## Biografie
Nsuki groeide op in Kalmthout.
Op haar veertiende begon ze met breakdance als hobby. Vanaf haar negentiende trainde ze intensief en in 2011 werd ze bekroond als beste B-girl van de Benelux. Ze nam datzelfde jaar deel aan het WK Breaking in Montpellier. 
Als stand-upcomédienne trad ze voor het eerst op tijdens een 'open mic avond' in 2012 in de Antwerpse comedyclub The Joker, waar ze in de buurt woonde. Het publiek reageerde enthousiast en ze besloot zich toe te leggen op comedy. In 2013 bereikte ze de finale van de Culture Comedy Award. 
Ze werkte mee aan het programma Geubels en de Belgen en verzorgde het voorprogramma van Thomas Smith. Ze trad verder op met Jens Dendoncker met het dubbelprogramma Jong Bloed. Haar eerste eigen theatershow, Hip Hop Hoera! (2016), maakte ze met medewerking van Scale, DJ Jebel, Sput en B-Boy Ben. In 2019 trad zij op met haar comedyshow Soetopia.
Ze was panellid in het tweede seizoen van de quiz Is er een dokter in de zaal? (2020) gepresenteerd door Philippe Geubels en werkte achter de schermen mee aan dit programma. In 2020 was ze jurylid in De Slimste Mens ter Wereld.
In 2021 was ze presentator van De Jamies, een prijs voor Vlaams online videotalent. Dat jaar was ze op Eén te zien in de minireeks The Shaq, waarvan ze coscenarist is en dat gemaakt werd tijdens de coronapandemie. Ook nog in 2021 werd ze copresentatrice van Vlaanderen Vakantieland. Ze werkte in 2021 mee als scenarioschrijver van de online jongerenserie Panna voor Sputnik Media en SBS Belgium (Play5 en GoPlay). In hetzelfde jaar leverde ze een bijdrage aan het boek Liberté, égalité, Beyoncé (De Geus, 9789083112268) met verhalen/essays over de invloed van Beyoncé, samenstelling en voorwoord door Munganyende Hélène Christelle, met bijdragen van Nsuki, Rowan Blijd, Ernestine Comvalius, Babeth Fonchie Fotchind, Clarice Gargard, Dalilla Hermans, Angelique Houtveen, Sabrine Ingabire, Amanda Rijff en Marian Spier.
Nsuki maakte in 2021 de podcast Shoecast.
Haar zaalshow Soenami ging begin december 2022 in première. Zij was dat jaar voor het eerst copresentator van het eindejaarsprogramma Vrede op aarde op Eén.
Ze is MC/presentatrice van het televisieprogramma rond stand-upcomedy  Comedy Casino, dat in 2024 uitgezonden werd op VRT Canvas.
In november 2024 debuteerde ze als schrijfster met Imani en de groene revolutie, een jeugdroman.
- MusicBrainz: 600eb57a-6a60-4c82-b554-6cfee7fa8846